# Cayo Casio Longino (cónsul 124 a. C.)
Cayo o Gayo Casio Longino  fue un político y militar de la República Romana.

## Familia
Fue hijo del cónsul del año 171 a. C. Cayo Casio Longino. 

## Carrera política
En 124 a. C. fue cónsul con Cayo Sextio Calvino.
Eutropio señala que su colega fue Domicio Calvino y que hicieron la guerra contra Bituito, líder de los arvernos, pero ambas afirmaciones son erróneas. Obsecuente llama al otro cónsul Sextilio.